# Поліційна драма
Поліційна драма (поліційна процесуальна драма, поліційне шоу або поліційна кримінальна драма) — піджанр процесуальної драми та детективу, в якому основою сюжету є поліційні розслідування детективів поліції та інших правоохоронних органів, на відміну від інших жанрів, де основними дійовими особами є слідчі не з поліції, наприклад приватні детективи.
Визначальним елементом поліційної процедурної драми є спроба точно відобразити правоохоронні органи та їхню діяльність: судово-медична експертиза, обшуки, збір доказів, допити, дотримання правових процедур тощо.
У той час як багато поліційних драм приховують особу злочинця, поки злочин не буде розкрито в кульмінаційному моменті оповіді, інші розкривають особу злочинця аудиторії на початку оповіді, роблячи сюжет перевернутою детективною історією.
Поліційний процесуальний жанр зазнав критики за неточні зображення поліції та злочинності, зображення расизму та сексизму, а також звинувачення в тому, що цей жанр пропагує гарні уявлення про роботу поліції або сприяє односторонньому зображенню поліції як «хороших хлопців».